# Himmerland Rundt 2012
La 2e édition du Himmerland Rundt a eu lieu le 29 avril 2012. Elle a été remportée par le Danois André Steensen.

## Classement final
André Steensen remporte la course en parcourant les 208 kilomètres en 5 h 40 min 31 s à la vitesse moyenne de 36,650 km/h,.